# Sinopsis

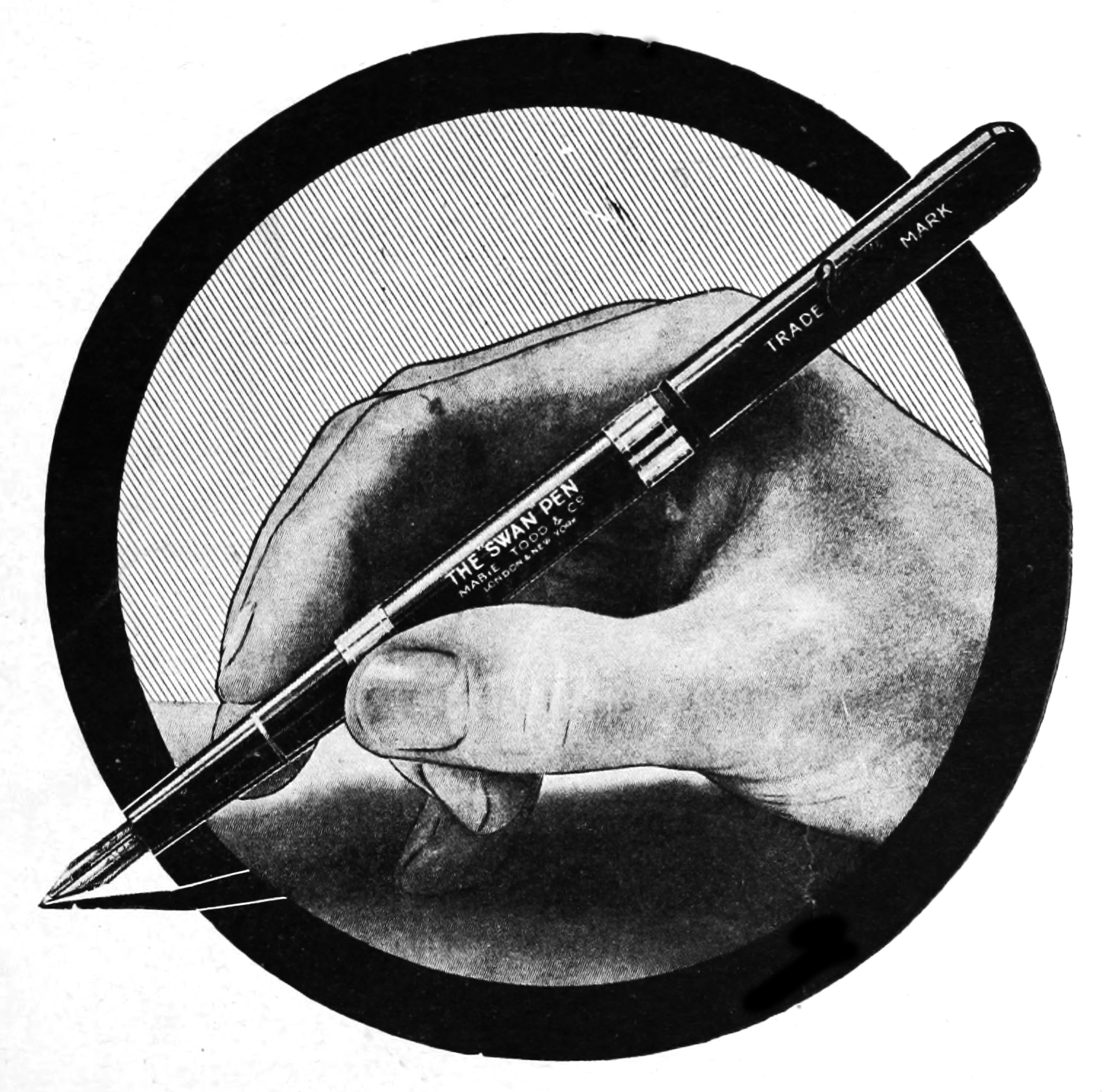
Ilustración sobre la escritura con una pluma estilográfica.

Una sinopsis es un resumen general de una obra en particular. El término «sinopsis» procede del latín «sinopsis», cuyos orígenes se remontan al griego antiguo y que etimológicamente significa visión de conjunto, de las raíces griegas συν (syn, ‘junto’) y οψις (oasis, ‘ver’).

## Usos específicos

### Publicidad
Una sinopsis otorga al escritor o espectador un extracto de los aspectos más relevantes del asunto y le proporciona una visión general de una manera resumida y adecuada. La sinopsis, por lo general, no incluye una visión crítica del tema, sino que tiene como objetivo informar. Puede utilizarse en trabajos e informes no funcionales, así como en obras de ficción y creaciones multimedia. También se utilizan para resumir películas, obras de teatro o para las introducciones de los libros. Suelen encontrarse en la contraportada de estos, invitando al lector a comprarlos. Las propias productoras de cine y televisión realizan avances, que son piezas cortas de pocos minutos o segundos de duración que presentan una sinopsis de la obra a estrenar como mera estrategia publicitaria.

### Realización cinematográfica
Sin embargo, hay otro concepto de sinopsis completamente opuesto a este, y es el que se corresponde con una de las fases creativas del guion cinematográfico. No incluye tecnicismos narrativos ni cinematográficos y está escrita en tercera persona con los verbos principales en presente de indicativo como forma verbal dominante. Y es necesario que recoja el argumento completo detallado, es decir, debe incluir el desenlace, sin aportar ningún tipo de valoración. La gran diferencia con la sinopsis vulgarmente conocida es que esta se trata de un documento de trabajo que forma parte de la producción artística del guionista, en el que se apoya para poder seguir escribiendo posteriormente con esas ideas principales.
Normalmente es un relato breve de entre dos y cinco páginas, pero no es un paso creativo sino un documento de trabajo cuya labor es convertir los esquemas estructurales en un texto narrativo para que posteriormente pueda ser presentado al productor. Surge de unos esquemas estructurales previos que serán todas aquellas fases de la narración que no son texto narrativo ni dialogado.

### Otro uso
También podemos encontrar sinopsis en el área de la teoría organizacional, como la resolución de problemas, y en investigación, para comparar declaraciones y patrones en casos basados en evidencias.